# Vedeneïev

La société Vedeneïev ou Vedeneyev (transcription anglaise), fondée par Ivan Vedeneïev, était l’un des plus petits bureaux d’études (OKB) de l'ancienne Union soviétique. Elle était située à Voronej, en Russie, où subsiste l'usine Voronezh Machine Manufacturing Plant (ОАО Воронежский Станкозавод). 

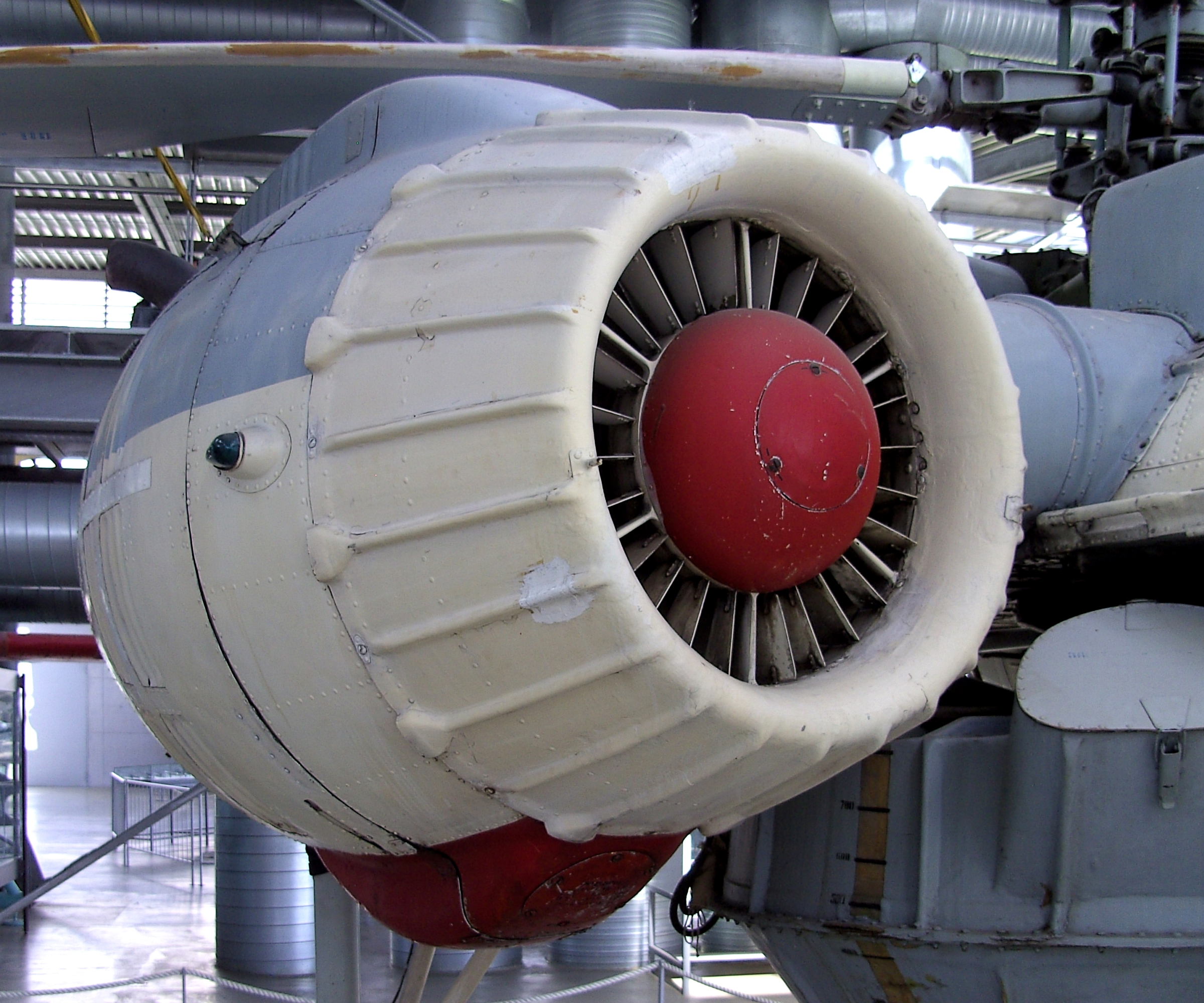
Moteur M-14 d'un Kamov Ka-26

Son produit phare est la famille des moteurs d’avions M-14, conçue en fait par Alexandre Ivtchenko dans son usine de Zaporijia en Ukraine. Son premier moteur, le célèbre AI14, a donné naissance à la série des moteurs Vedeneïev M-14. Le moteur AI14 avait été produit vers la fin des années 1950 et fournissait une puissance de 260 ch. Vedeneïev poursuivit son développement lorsque Ivtchenko s’orienta vers la fabrication de moteurs à hélice à turbine (turbopropulseur) et de moteurs à réaction à double flux. 
Le premier moteur de Vedeneïev fut le AI14-RF qui fournissait 300 ch. Il fut lui-même à la base du M-14 qui devint le « père » d’une famille très nombreuse. Ceci a donné naissance à des variantes pour hélicoptères (M-14V) ainsi qu’à des versions plus puissantes comme le tout dernier M14PF de 400 ch, développé à l’origine pour le Sukhoï Su-31 (avion de voltige aérienne) mais il est utilisé maintenant pour améliorer les performances d'autres avions équipés à l’origine de moteurs M-14P comme le Sukhoï Su-26. 
De plus, Vedeneïev a réalisé un certain nombre de moteurs expérimentaux, dont celui disposé en croix horizontale. La production principale de la société consiste cependant en boîtes de transmission de haute précision destinées à l'industrie aérospatiale. Le développement du M-14P, le seul moteur à pistons en étoile certifié encore fabriqué dans le monde à l’heure actuelle, se poursuit toujours, la version la plus récente atteignant 450 ch. Une version de 460 ch à injection électronique non certifiée beaucoup plus économe en carburant a également été mise au point et a un certain succès notamment aux États-Unis en remplacement des moteurs Pratt & Whitney R-1340 Wasp qui n'existent plus en neuf.
Ce moteur en étoile remarquablement fiable et léger a équipé de nombreux avions russes et est employé sur certains avions de voltige aérienne ou d'avions anciens remotorisés par les nostalgiques de ce type de moteur.